# 馬雲舉
馬雲舉（？—？），字汉翔。江南崑山縣人，清朝初年官員。同進士出身。

## 生平
明崇禎九年（1636年）馬雲舉中丙子科應天鄉試，清顺治四年（1647年）登丁亥科三甲进士。官至河曲縣知縣。曾纂修《重修郃陽縣志》七卷。